# Tondanichthys kottelati
Tondanichthys kottelati är en fiskart som beskrevs av Collette, 1995. Tondanichthys kottelati ingår i släktet Tondanichthys och familjen Hemiramphidae. IUCN kategoriserar arten globalt som sårbar. Inga underarter finns listade i Catalogue of Life.